# Eupithecia interrubrescens
Eupitecia interrubrescens es una especie de polilla de la familia Geometridae. La especie fue descrita por primera vez por George Hampson en 1902 y se puede encontrar en el Tíbet. Se ha registrado en las montañas de las Himalayas de 2600 a 3200 metros (8530,2 a 10 498,7 pies) de altitud. Es de color marrón grisáceo con marcas transversales violáceas, manchas costales oscuros y un punto discal grande. El ala posterior es más clara que la anterior. Está entre las especies de mayor tamaño del género. 